# ラファエル・カレーラ

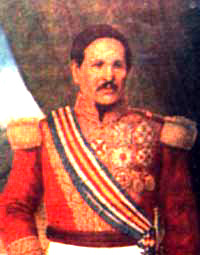
ラファエル・カレーラ

ラファエル・カレーラ（José Rafael Carrera Turcios，1814年10月24日 - 1865年4月14日）は、グアテマラの政治家、軍人。保守派のメスティーソのカウディージョで、中央アメリカ連邦共和国に対して反乱を起こしてグアテマラを独立させた。グアテマラの初代大統領に就任し、終身大統領として独裁政治をおこなった（任期1844-1848年、1851-1865年）。

## 生涯
ラファエル・カレーラはメスティーソで、グアテマラシティの貧困家庭で生まれ、正規の教育は受けていない。12歳のときに中央アメリカ軍に入り、はじめは鼓手をつとめたが、連邦が内戦状態にはいると重要な役割を果たし、急速に昇級した。1829年にフランシスコ・モラサンの率いる自由主義派の軍がグアテマラシティを占領すると軍をやめ、季節労働者となった。
1830年に中央アメリカ連邦共和国大統領に就任したモラサンは、グアテマラ大司教の追放や教会財産の没収など自由主義的な政策を行い、1834年に首都も保守主義派の牙城だったグアテマラシティから自由主義派の牙城だったサンサルバドルに遷都していた。中央アメリカ連邦共和国を構成する5か国のひとつであるグアテマラの元首にも自由主義者のマリアーノ・ガルベスが元首についた。しかし自由主義的改革は保守派や教会の強い抵抗を呼んだ。
1837年にコレラが流行すると、聖職者は政府がコレラの毒を川に流したという噂を広め、インディオやメスティーソを動員した大衆蜂起を引き起こした。カレーラはこの反乱に指導者として参加し、インディオや聖職者の支持のもと、1838年にグアテマラシティを制圧した。ガルベス政権を倒してペドロ・バレンスエラ (es:Pedro José Valenzuela) を新しい元首につけた。
1839年3月にカレーラの軍はモラサン軍と戦って勝利し、これによってグアテマラは完全に独立した。この後は保守派と教会の支持を得てカレーラは没するまで直接・間接にグアテマラを支配し続けた。
カレーラは1844年にグアテマラの大統領となり、1847年3月に正式にグアテマラ共和国の成立を宣言した。しかし自由主義派は彼の保守政権を認めず反乱を起こし、カレーラは1848年8月に辞任してメキシコに亡命した。しかしながら自由主義政権は経済問題を解決することができず、翌1849年にカレーラは帰国して自由主義派の軍を破った。1851年には大統領に就任、1854年には終身大統領を宣言した。
カレーラ政権はスペインとの外交関係を改善し、コーヒーの輸出を促進したためにグアテマラの経済状態は改善した。またメスティーソや先住民が行政や軍に参加することができるようにした。
カレーラは自由主義派によって排斥されたカトリック教会を1854年に復興した。カレーラの政治は独裁的・暴力的であったが、政治の安定をもたらしたことや教会を尊重したことを上流階級および聖職者は喜んだ。
国外では、2回にわたるメキシコによるグアテマラ併合の試みを頓挫させ、イギリス領ホンジュラスの拡大を防いだ。1853年と1854年にエルサルバドルとホンジュラスの自由主義政府を転覆させ保守主義体制を確立させ、1856年のウィリアム・ウォーカーとの戦争の際には他国と同調してグアテマラを中米連合軍の一員に加えた。
1863年、カレーラはエルサルバドルに侵攻し、自由主義派のヘラルド・バリオス (Gerardo Barrios) 政権を倒して保守派のフランシスコ・ドゥエニャス (Francisco Dueñas) を新たな大統領につけた。
1865年に病死した。以後、グアテマラでの保守派の支配が終焉にむかった。